# Eunausibius wheeleri
Eunausibius wheeleri es una especie de coleóptero de la familia Silvanidae.

## Distribución geográfica
Habita en la Guayana.